# Dones condemnades
Dones condemnades (títol original: Condemned Women) és una pel·lícula dramàtica estatunidenca de 1938 dirigida per Lew Landers i escrita per Lionel Houser. La pel·lícula és protagonitzada per Sally Eilers, Louis Hayward i Anne Shirley. La pel·lícula es va estrenar el 18 de març de 1938. Està doblada al català.

## Argument
A Linda Wilson no li importa la vida tant fora com dins de la presó, però això canvia un cop s'enamora del psiquiatre de la presó Dr. Phillip. Tot va bé fins que se li demana que deixi en Phillip per no danyar la seva carrera.

## Repartiment
- Sally Eilers com Linda Wilson
- Louis Hayward com Dr. Philip Duncan
- Anne Shirley com Millie Anson
- Esther Dale com Mrs. Clara Glover
- Lee Patrick com Anna 'Big Annie' Barry
- Leona Roberts com Kate Holt
- George Irving com Warden Edmund Miller
- Rita La Roy com Cora
- Florence Lake com presonera